# Daniel Popa
Daniel Popa (n. 14 iulie 1994, Pietroșița, România) este un fotbalist român, care joacă pe post de mijlocaș la Gençlerbirliği în TFF First League⁠(d). Pe plan internațional, are prezențe la națională pentru România Sub-21.